# Côngrio-rosa
O côngrio-rosa ou congro-rosa (Genypterus blacodes, antes também chamado Genypterus brasiliensis) é uma espécie de côngrio encontrado nos oceanos do hemisfério Sul, especialmente no Brasil (em toda a costa da Região Sudeste, do Rio Grande do Sul ao Espírito Santo), e também no Chile, Austrália, Nova Zelândia, etc.
É uma espécie próxima das espécies Genypterus capensis, encontrada na África do Sul, e Genypterus chilensis, encontrada no Chile.